# Cantherhines rapanui
Cantherhines rapanui is een straalvinnige vissensoort uit de familie van vijlvissen (Monacanthidae). De wetenschappelijke naam van de soort is voor het eerst geldig gepubliceerd in 1963 door de Buen.